# 鹿島俊郎
鹿島 俊郎（かしま としろう、1925年7月8日 - 1960年1月31日）は日本の宗教家。普明会教団創立者・初代会長。

## 略歴
1925年（大正14年）7月8日、熊本県熊本市に生まれる。1939年（昭和14年）叔母の導きにより霊友会に入会。1944年（昭和19年）4月、横浜高等工業学校（現横浜国立大学）入学。霊友会第七支部の傘下だった横浜支部（公称2万人）の導き親となる（後、横浜支部は鹿島監督下において4支部に分立）。1947年（昭和22年）3月、横浜高等工業学校卒業。同年4月、霊友会職員となり、久保継成の家庭教師となるかたわら、教団の組織・教義の研修、信徒の指導にあたる。一方で、霊友会の法華経の教えに限界と疑問を感じ始め、戸次貞雄の著書に巡り会い、霊友会と戸次との関係を知る。
1949年（昭和24年）11月3日、普明会創立の神示を受け、翌日、霊友会を脱会。11月16日、普明会設立登記。11月23日、戸次のもとに参じる。1951年（昭和26年）6月18日、普明会本部道場完成。1952年（昭和27年）9月17日、第1回大祭。同年10月23日、宗教法人法による普明会教団設立登記。1956年（昭和31年）8月4日、天界に戻る旨の神示を受ける。1959年（昭和34年）6月6日、全国行脚に出発（最終第3次行脚11月24日迄）。1960年（昭和35年）1月31日、福島県幕川金神滝で修行中に逝去。